# The Parallax View
The Parallax View (El último testigo en España, Asesinos S.A. en Latinoamérica) es una película thriller político americano de 1974 dirigida y producida por Alan J. Pakula, y protagonizada por Warren Beatty, Hume Cronyn, William Daniels y Paula Prentiss. La película estuvo adaptada por David Giler, Lorenzo Semple Jr. y Robert Towne. La historia narra la investigación de un reportero a una organización secreta.
Parallax es la segunda película de la trilogía de paranoia política, junto con Klute (1971) y Todos los hombres del Presidente (1976). Es la única en la trilogía que no fue distribuida por Warner Bros. 

## Argumento
La presentadora Lee Carter es una de los muchos testigos del asesinato del senador Charles Carroll en lo alto de la Aguja Espacial de Seattle. Un camarero armado con un revólver es perseguido, pero muere sin hablar. Entretanto, un segundo camarero, también armado, deja la escena del delito inadvertidamente. Un comité especial determina que fue obra de un hombre solo, el camarero muerto.
Tres años más tarde, Carter visita a su exnovio y colega Joe Frady. Lee le dice a Frady que tiene miedo: seis de los testigos del asesinato han muerto. Frady no la toma en serio, pero Carter muere poco después de una sobredosis.
Investigando, Frady va a la ciudad de Salmontail, cuyo sheriff, intenta matarle. Frady encuentra información sobre la empresa Parallax en la casa del sheriff y ve que se dedican a reclutar asesinos.
Frady decide hacerse pasar por un asesino y es aceptado en la empresa. Le envían para su entrenamiento a Los Ángeles.
Frady reconoce y persigue al camarero asesino de la Aguja Espacial hasta el aeropuerto. Como sospecha que ha colocado una bomba en el avión en el que viaja un senador, se le ocurre escribir un aviso de bomba en el menú del vuelo. El aviso es encontrado y los pasajeros son evacuados sanos y salvos, poco después de lo cual la bomba explota.
Bill Rintels, el editor de Frady, es envenenado por un asesino de Parallax que le roba unas cintas comprometedoras.
Frady sigue a los asesinos hasta un auditorio donde va a dar un discurso el senador George Hammond. Frady intenta impedirlo pero todo sale mal, y tanto el senador y como él mismo mueren asesinados.
Después de seis meses de investigación del mismo comité, que estudió el caso de Carroll, se informa que Frady actuó sólo y que fue él quien asesinó al Senador Hammond.

## Recepción
Roger Ebert dio a la película tres de cuatro estrellas y dijo que recuerda mucho a Acción ejecutiva (1973). En su crítica para The New York Times, Vincent Canby escribió que el guion era muy poco creíble. Richard Schickel escribió que es un film feo e insatisfactorio.
En 2006, Chris Nashawaty elogió la actuación de Beatty. El film ganó el Premio de Críticos en Avoriaz (Francia) y estuvo nominado para el Edgar Allan Poe. Gordon Willis ganó el premio de Cinematografía de la Sociedad Nacional de Críticos de Película (EE. UU.).
La recepción de la película ha sido más positiva en años recientes. Actualmente aguanta un 92% en Tomates Podridos.